# 斑點鈍口螈
斑點鈍口螈（学名：Ambystoma maculatum），別稱黃點鈍口螈，是一種在美國東部和加拿大常見的斑點蠑螈。斑點蠑螈還是南卡羅來納州的象征物種。它的活動范圍從新斯科舍，蘇必利爾湖，到南方的喬治亞州和德州。目前已發現其胚胎中存在共生的藻類。

## 描述

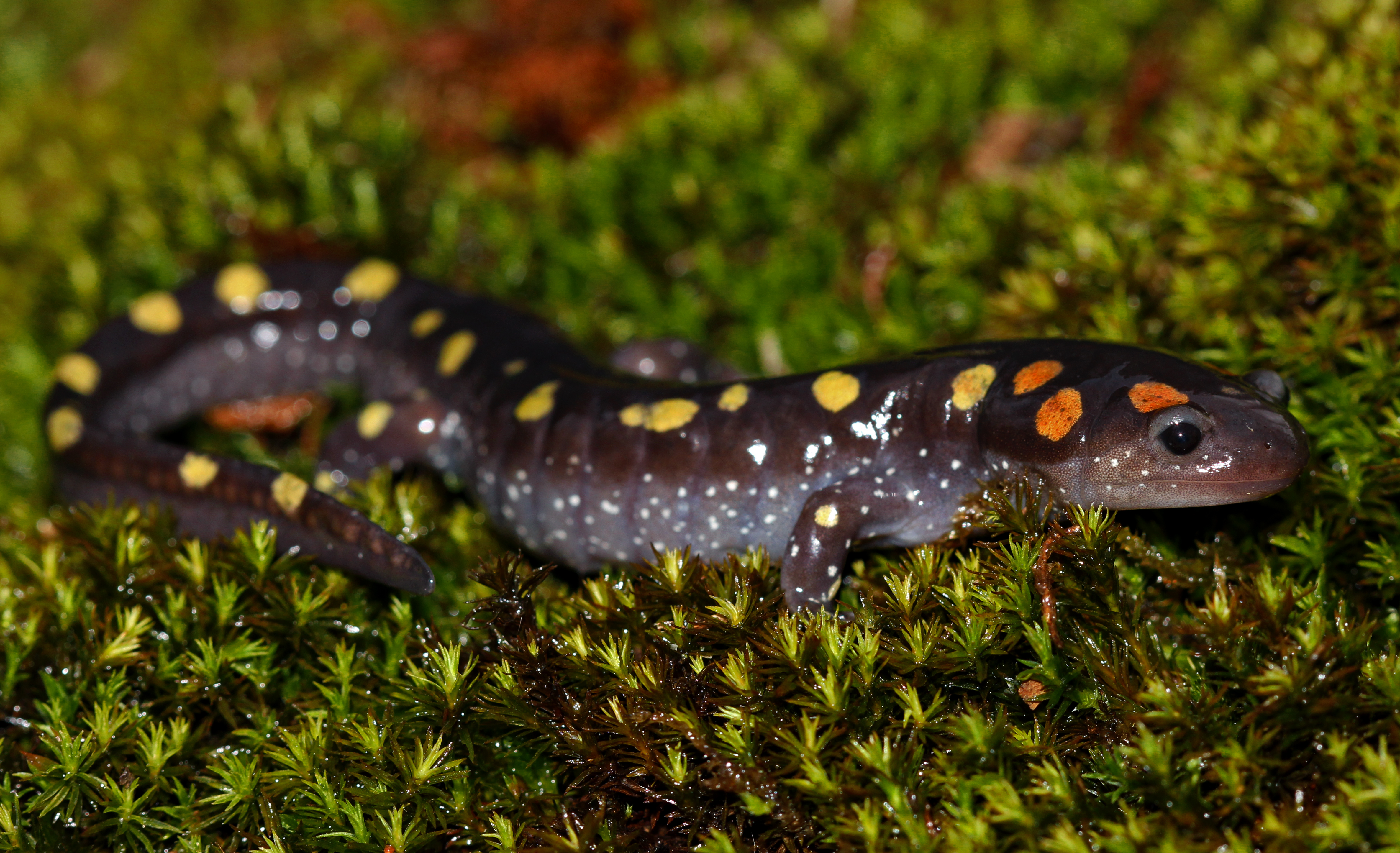
斑點鈍口螈

斑點鈍口螈大約有15—25（5.9—9.8英寸）長。它們很胖，并和大部分斑點蠑螈相似，口鼻部很寬。斑點鈍口螈大部分是黑色的，不過也有少部分是青色，黑色，深灰色，深綠色，甚至黑褐色的。兩組不平行的桔黃色斑點從頭頂靠近眼睛的地方一直到尾部都有分布。有趣的是，靠近它頭頂的斑點更偏向於橙色，而在它身體的其余部分的斑點更偏向於黃色。而斑點鈍口螈的腹部一般是石板灰色和粉色。

## 行為

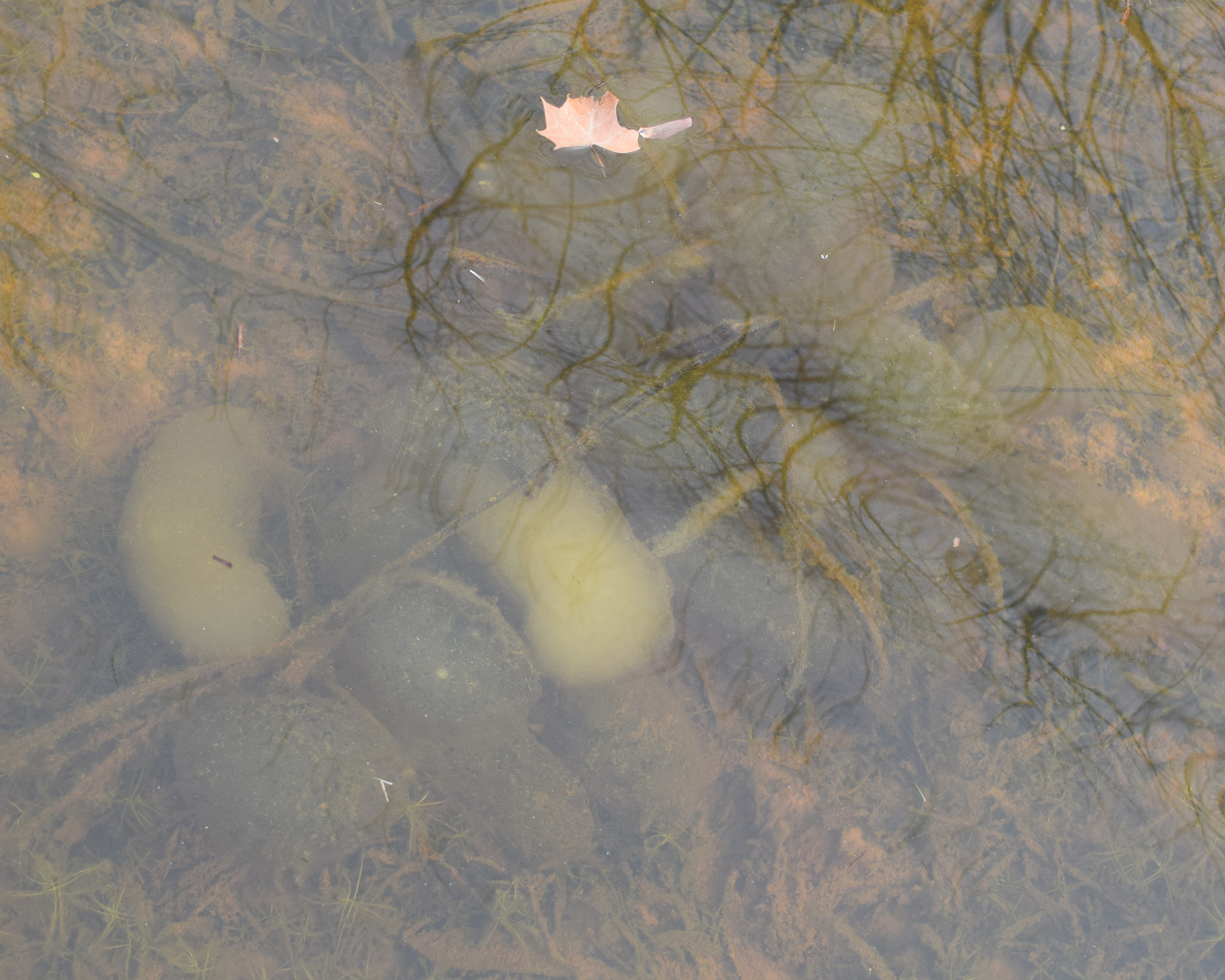
天然水體中的卵

斑點鈍口螈通常為了孵化而在有水洼的闊葉林區域筑巢。因為棲息的魚會吃掉它們的卵和幼小的個體，因此它們不能在大部分水洼中產卵。斑點鈍口螈是穴居動物，也就是說它們一生中大部分時間都在地下生活。除了在雨后或是覓食、產卵，它們很少會在地面上活動。在冬天，它們會一直呆在地下冬眠，直到次年三月到五月的繁殖季才會再次到地面活動。
斑點鈍口螈可以通過躲藏在洞穴或枯枝落葉中，斷尾，或排泄由背部和頸部周圍大型毒腺分泌的毒性乳狀液體等方式來自衛。像其它的蠑螈一樣，斑點鈍口螈有著很強的再生能力——即使腿，尾巴甚至是頭的一部分被扯掉，都可以再生。（雖然這需要消耗很多能量）在斑點鈍口螈的幼年時期，它們大部分時間都呆在出生的池塘附近的枯枝落葉中躲起來，以防止被天敵發現。

## 生命周期

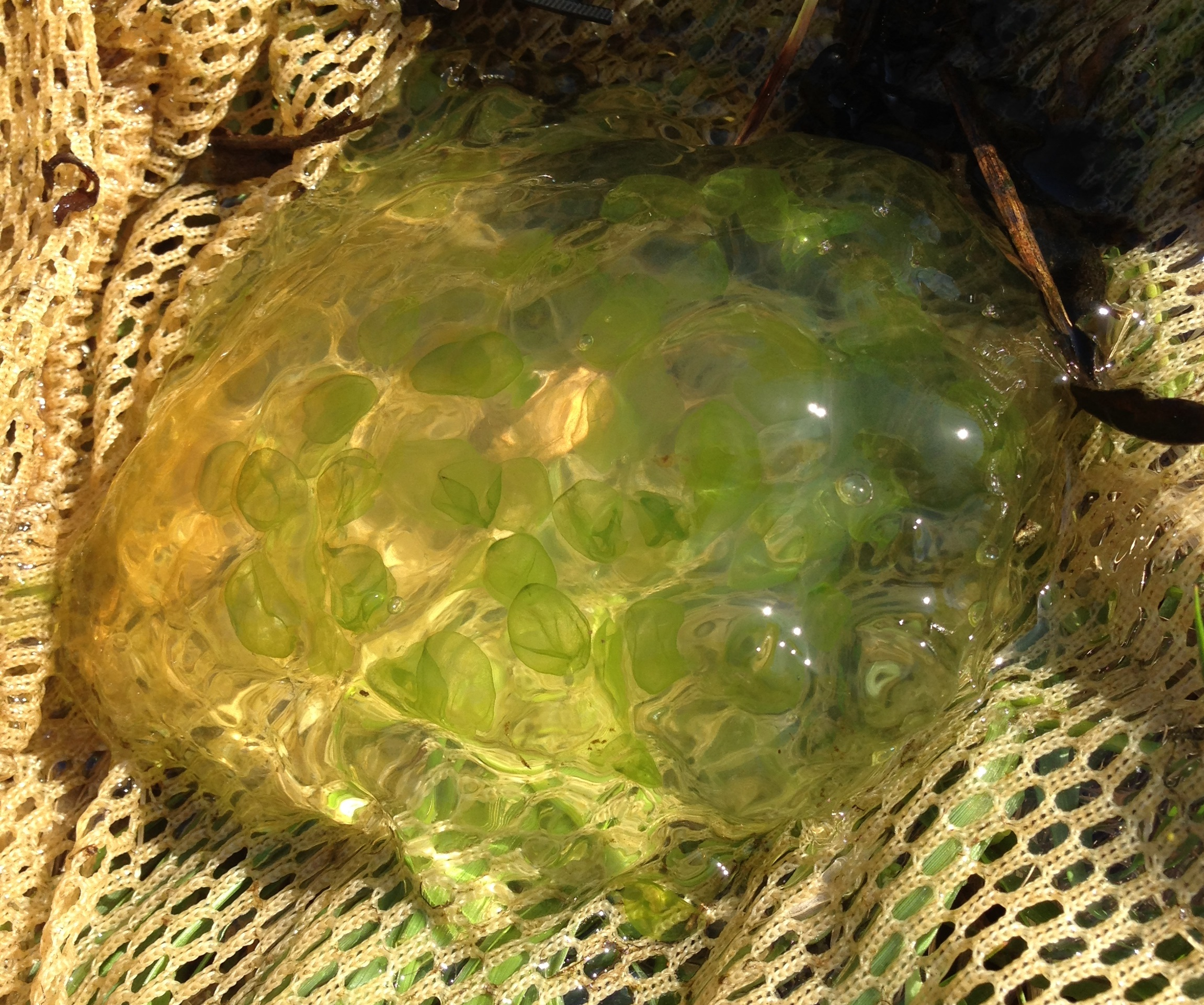
斑點鈍口螈的卵與共生的藻類

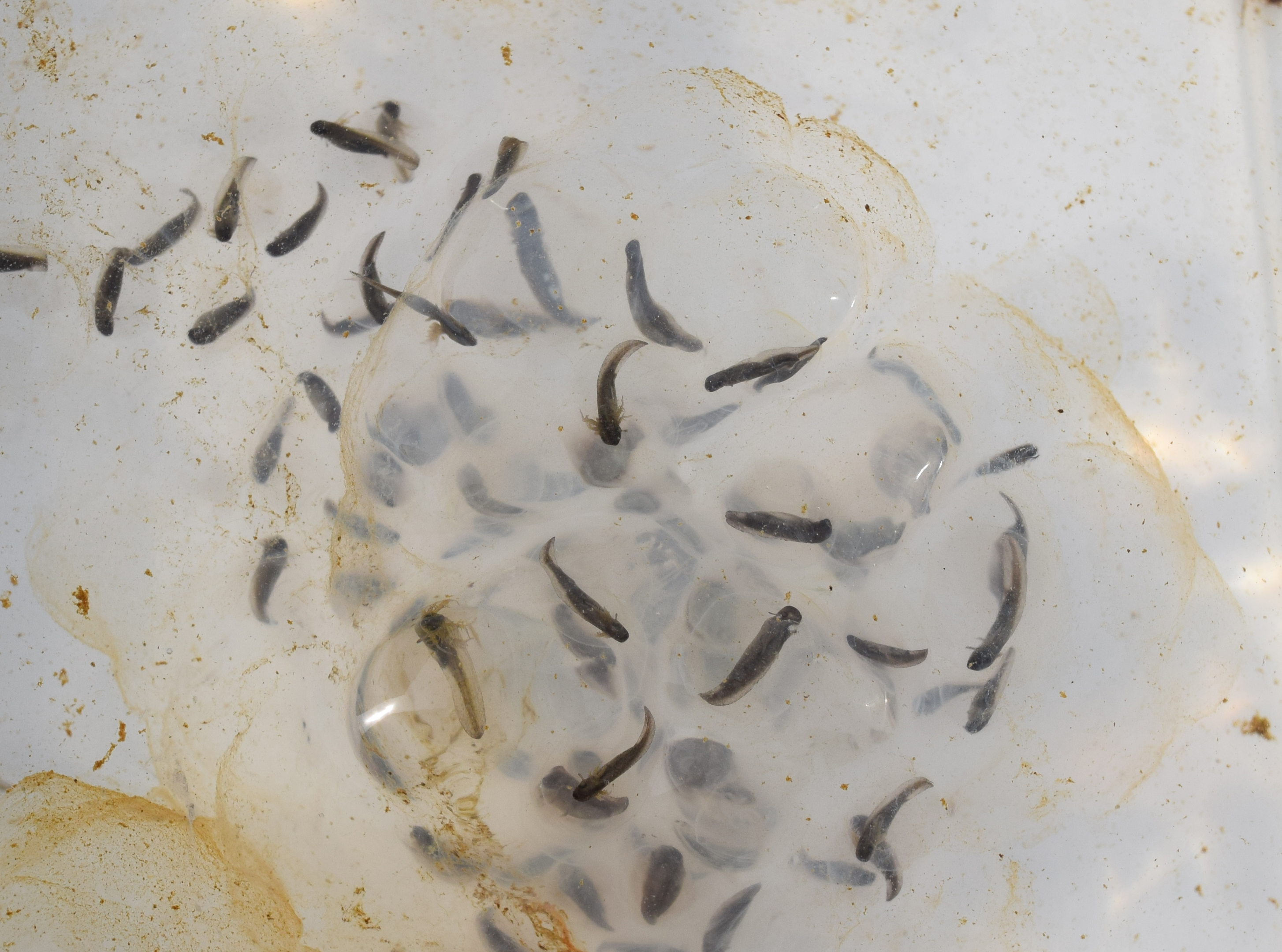
幼體

斑點鈍口螈在大部分生命中都生活在利於隱蔽的落葉林中落下的樹葉或是洞穴中。然而，當溫度升高而且濕潤的時候，它們就會向產卵地遷移。可能在短短的一個晚上，就有幾百到幾千只斑點鈍口螈到池塘進行交配。它們通常是在下雨的春季時節進行交配，雌性一般會在水底的植物上產下大約100枚卵。卵通常是長約2.5—4英寸（6.4—10.2 cm）的圓形，清潔的礫狀團塊。成年格力通常只在水里停留幾天就會離開，而留下的卵會在一到兩個月內孵化出來。它們的卵可以與一種叫做Oophila amblystomatis的綠藻共生。卵上的果凍狀塗層可以防止卵變干，但是同時也會抑制對於胚胎發育很重要的氧氣的擴散。而氧氣可以則可以由與其共生的綠藻通過光合作用來提供。發育中的斑點鈍口螈可以消耗氧氣，并產生二氧化碳（之後可用於綠藻的光合作用）。而與其共生的綠藻一般是寄生在斑點鈍口螈的體細胞，甚至生殖細胞中。當卵里的胚胎破殼而出的時間隨水溫的變化而有所不同。在幼年時期，斑點鈍口螈通常是淺棕色或黃綠色的，并擁有灰色小斑點和外腮。在兩個月到四個月的時間內，它們的腮會退化，并離開水域進入少年時期。已知的資料顯示，斑點鈍口螈最長可以活32年，並且一般每年都會回到同一個水洼中。這些水池一般都是時令的，通常會在晚春乾涸并已知持續到冬天。

## 食物
斑點蠑螈的食物包括蟋蟀，蚯蚓，昆蟲，蜘蛛，蛞蝓，蜈蚣，和千足蟲。它們通常是在晚上出來活動并覓食。

## 特點
斑點鈍口螈的胚胎可以通過共生的綠藻吸收能量。而且最近的研究還表明，在斑點鈍口螈的成年個體的囊泡中葉存在共生的藻類。

## 外部連結
- Ambystoma maculatum （页面存档备份，存于） at CalPhotos
- Ambystoma maculatum: Information （页面存档备份，存于） at ADW
- 網絡生命大百科
- Yellow-spotted Salamander (Ambystoma maculatum), Natural Resources Canada